# Leandro Antonio da Silva
Leandro Antonio da Silva, más conocido como Tigrão, (n. Río de Janeiro, Brasil, 6 de julio de 1982) es un exfutbolista brasileño.

## Trayectoria
- 2002: Debut con América Mineiro.
- 2004: Traspaso al  Núremberg de la Bundesliga de Alemania. 
  - Debutó el 23 de octubre de 2004 en la derrota por 4-1 ante Werder Bremen.
- 2006: Traspaso al Odd Grenland de la Tippeligaen de Noruega.
- 2007: Traspaso al Olimpia de la Liga Nacional de Honduras.
- 2008: Traspaso a los Tiburones Rojos de Veracruz de la Primera División de México (Clausura 2008).
- 2011: Retiro con Ferroviário.

## Clubes
| Club              | País     | Año         |
| ----------------- | -------- | ----------- |
| América Mineiro   | Brasil   | 2002 - 2004 |
| Núremberg         | Alemania | 2004 - 2005 |
| Prudentópolis     | Brasil   | 2005        |
| Odd Grenland      | Noruega  | 2006        |
| Americano         | Brasil   | 2006 - 2007 |
| Olimpia           | Honduras | 2007        |
| Veracruz          | México   | 2008        |
| Hermann Aichinger | Brasil   | 2008        |
| Cascavel          | Brasil   | 2009        |
| Serra             | Brasil   | 2009 - 2010 |
| Ferroviário       | Brasil   | 2011        |